# Мендес Рибейро, Тиаго Энрике
Тиаго Энрике Мендес Рибейро, более известный как просто Тиаго Мендес (порт.-браз. Thiago Henrique Mendes Ribeiro; родился 15 марта 1992 года в Сан-Луис, Бразилия) — бразильский футболист, полузащитник клуба «Васко да Гама».

## Клубная карьера
Мендес — воспитанник клуба «Гояс». 28 сентября 2011 года в матче против «Португеза Деспортос» он дебютировал в бразильской Серии B. 3 октября 2012 года в поединке против «Брагантино» Тиаго забил свой первый гол за «Гояс». В том же году он помог команде выиграть первенство второй лиги и выйти в элиту.
26 мая 2013 года в поединке против «Крузейро» Мендес дебютировал в бразильской Серии A. 29 июля в матче против «Баии» он забил свой первый гол за элитном дивизионе.
В начале 2015 года Тиаго Мендес перешёл в «Сан-Паулу». 1 февраля в матче Лиги Пуалиста против «Пенаполенсе» он дебютировал за новый клуб. 28 ноября в поединке против «Фигейренсе» Мендес забил свой первый гол за «Сан-Паулу». 29 апреля 2016 года в матче Кубка Либертадорес против мексиканской «Толуки» он отметился забитым мячом. 12 мая 2017 года в поединке Южноамериканского кубка против аргентинского «Дефенса и Хустисия» Тиаго забил гол.
8 июля 2017 года Мендес перешёл во французский «Лилль». 6 августа 2017 года в матче против «Нанта» он дебютировал в Лиге 1. 14 октября в поединке против «Труа» Тиаго забил свой первый гол за «Лилль».
3 июля 2019 года Мендес подписал контракт с «Лионом». Мендес официально дебютировал за клуб в первый день чемпионата против «Монако». Он сделал две передачи, благодаря чему «ОЛ» выиграл 3:0.

## Достижения
«Гояс»
- Победитель Лиги Гояно: 2012, 2013